# Nicholas Fish
Pour les articles homonymes, voir Fish.
Nicholas Fish, né le 28 août 1758 à New York où il est mort le 20 juin 1833, est un soldat de la guerre d'indépendance américaine. Il est le premier adjudant général de l'État de New York,. 

## Biographie
Fish est né le 28 août 1758 dans une riche famille de New York. Il est le fils de Jonathan Fish (1728–1779) et d'Elizabeth (née Sackett) Fish (décédée en 1778). 
Il fréquente l'Université de Princeton, mais la quitte avant d'obtenir son diplôme pour poursuivre des études de droit au King's College (aujourd'hui l'Université Columbia), par l'intermédiaire de John Morin Scott (en) à New York. C'est là qu'il s'intéresse activement à l'organisation des Fils de la Liberté. 

### Guerre d'indépendance américaine
En 1776, il est nommé par le brigadier général Scott aide de camp de son état-major. Le 21 août 1776, Fish est nommé major du 2nd New York Regiment (en). 
Il sert comme inspecteur de division sous le commandement du major-général Friedrich Wilhelm von Steuben en 1778. Il participe aux batailles de Saratoga et de Monmouth, à l'expédition de John Sullivan contre les Amérindiens en 1779, ainsi qu'aux campagnes de Virginie et de Yorktown, où il sert quelque temps dans l'état-major du marquis de La Fayette. À Yorktown, il est le commandant en second d'Alexander Hamilton et commande le bataillon de New York de Hamilton lors de l'assaut sur la redoute 10, lorsque Hamilton reçoit le commandement général. Aux côtés de Hamilton, il sert dans la milice de New York, Hearts of Oak (1er bataillon/5e régiment d'artillerie de campagne). Le portrait de Nicholas Fish est visible à l'extrême droite, en bas du tableau de John Trumbull, La Reddition de Lord Cornwallis.
Fish est un membre fondateur de la Société des Cincinnati de New York dont il est le président de 1797 à 1804, puis de 1805 à 1806,. Son fils, Hamilton Fish, servira comme président général de la Société de 1854 à 1893. 

### Après guerre
En 1786, il est nommé adjudant général de l'État de New York, poste qu'il occupe pendant de nombreuses années. En 1794, George Washington le nomma superviseur des recettes fédérales de la ville de New York. Fish se présente à deux reprises, sans succès, au Congrès des États-Unis, perdant face à Samuel L. Mitchill en 1804 et à Gurdon S. Mumford (en) en 1806. Il se présente également à deux reprises, sans succès, au poste de lieutenant-gouverneur de New York. En 1810, il est candidat fédéraliste, mais perd face au titulaire John Broome. Broome meurt un mois après le début de son mandat, en août 1810. Fish se présente à une élection spéciale pour le poste de lieutenant-gouverneur en 1811 afin de pourvoir le poste laissé vacant par la mort de Broome, mais perd face au maire de New York de l'époque, DeWitt Clinton. Pendant la guerre de 1812, Fish est membre du Comité de défense de la ville. 

## Vie privée
En 1803, Fish épouse Elizabeth Stuyvesant (1775–1854), fille de Petrus Stuyvesant et de Margaret (née Livingston) Stuyvesant (1738–1818). Elle est la sœur de Peter Gerard Stuyvesant (tous deux descendants de Petrus Stuyvesant, dernier directeur général néerlandais de la colonie de Nouvelle-Néerlande), et la petite-fille de Gilbert Livingston et l'arrière-petite-fille de Robert Livingston l'Ancien. Ensemble, ils eurent, : 
- Susan Elizabeth Fish (1805–1892), qui a épousé Daniel LeRoy (1799–1885), fils du marchand Herman LeRoy (en)[3].
- Margaret Ann Fish (1807–1877), qui épousa John Neilson (1799–1851)[3].
- Hamilton Fish (1808–1893), qui a été gouverneur de l'État de New York, sénateur des États-Unis[14], et qui a épousé Julia Ursin Niemcewiez Kean (1816–1887), sœur de John Kean et petite-fille de John Kean[3].
- Elizabeth Sarah Fish (1810–1881), qui a épousé Richard Lewis Morris (1816–1880), le fils de James Morris et Helen Van Cortlandt[3].
- Petrus Stuyvesant Fish (1813–1834), décédé jeune[3].

Nicholas Fish est mort en 1833 et est enterré dans le cimetière de l'église St. Mark's in-the-Bowery à New York.

### Descendance
Par son fils Hamilton, il est le grand-père de Nicholas Fish II (en) (1846–1902), ambassadeur des États-Unis en Belgique et en Suisse ; Hamilton Fish II (en) (1849–1936), président de l'Assemblée de l'État de New York et membre de la Chambre des représentants des États-Unis ; Stuyvesant Fish (en) (1851–1923), président de l'Illinois Central Railroad qui épousa Marion Graves Anthon (en) (1853–1915) ; et les membres du Congrès de New York Hamilton Fish III (en) et Hamilton Fish IV (en).
Par sa fille Elizabeth, il est le grand-père de Stuyvesant Fish Morris (en) (1843–1928), un éminent médecin.